# Sapporo
Sapporo (札幌 Sapporoⓘ?,  en ainu: サッ・ポロ・ペッ, Satporopet) es una ciudad de Japón, situada en la parte suroeste interior de Hokkaidō. Es la capital de la prefectura homónima y su población supera los 1,9 millones de habitantes, lo que la convierte en la quinta localidad más grande de la nación y la más grande de la isla de Hokkaidō. El área total del territorio es de 1121 kilómetros cuadrados.
Fue fundada en 1869 como capital de la nueva prefectura de Hokkaidō tras la colonización de la isla durante la era Meiji, en sustitución de Hakodate. Al levantarla de cero, las autoridades niponas recurrieron a consejeros occidentales —en su mayoría, estadounidenses— que tuvieron gran influencia sobre la planificación urbana, el establecimiento de industrias, el estilo arquitectónico y los centros educativos. Se encuentra rodeada por cadenas montañosas y, pese a su crecimiento demográfico, ha mantenido numerosas zonas verdes tanto en el núcleo urbano como en las afueras; cuenta con un total de 2700 parques, algunos tan importantes como el Jardín Botánico y el parque nacional Shikotsu-Tōya.
Presenta temperaturas más bajas que el resto de ciudades japonesas debido a su clima continental húmedo, con continuas nevadas en los meses de invierno y tiempo suave durante el verano. Por esta razón, es un destino turístico especializado en deportes invernales. Durante el siglo XX han surgido eventos que le han dotado de fama internacional, siendo el más importante de ellos el Festival de la nieve de Sapporo que se celebra cada mes de febrero. Dispone de una red desarrollada de transporte por carretera y ferrocarril, con un aeropuerto propio para vuelos regionales (Okadama) y otro internacional en las cercanías (Nuevo Aeropuerto de Chitose), que es el tercero mayor de Japón en número de pasajeros.
La ciudad cuenta con una amplia oferta cultural y educativa. La Universidad de Hokkaidō, fundada en 1876 por William S. Clark como la Escuela de Agricultura de Sapporo y reconvertida en 1918 en la actual institución, es una de las siete universidades nacionales de Japón. Tiene un total de 11 600 alumnos de grado y 6300 de posgrado.
Sapporo ha organizado los XI Juegos Olímpicos de invierno de 1972. Además fue una de las sedes de la Copa Mundial de Fútbol de 2002.

## Toponimia
El topónimo «Sapporo» (札幌), aceptado también en español, deriva de la palabra «Sat poro pet» (サッ・ポロ・ペッ), que en idioma ainu significa «gran río seco».
Los ainu son un grupo étnico indígena que habita Hokkaidō desde el siglo XIII. Algunos de los primeros asentamientos estaban ubicados cerca del río Toyohira, afluente del Ishikari, al que llamaban «gran río seco» por su caudal. Cuando las autoridades japonesas colonizaron toda la isla a finales del siglo XIX, se utilizaron palabras adaptadas de la lengua indígena en las nuevas localizaciones.

## Historia

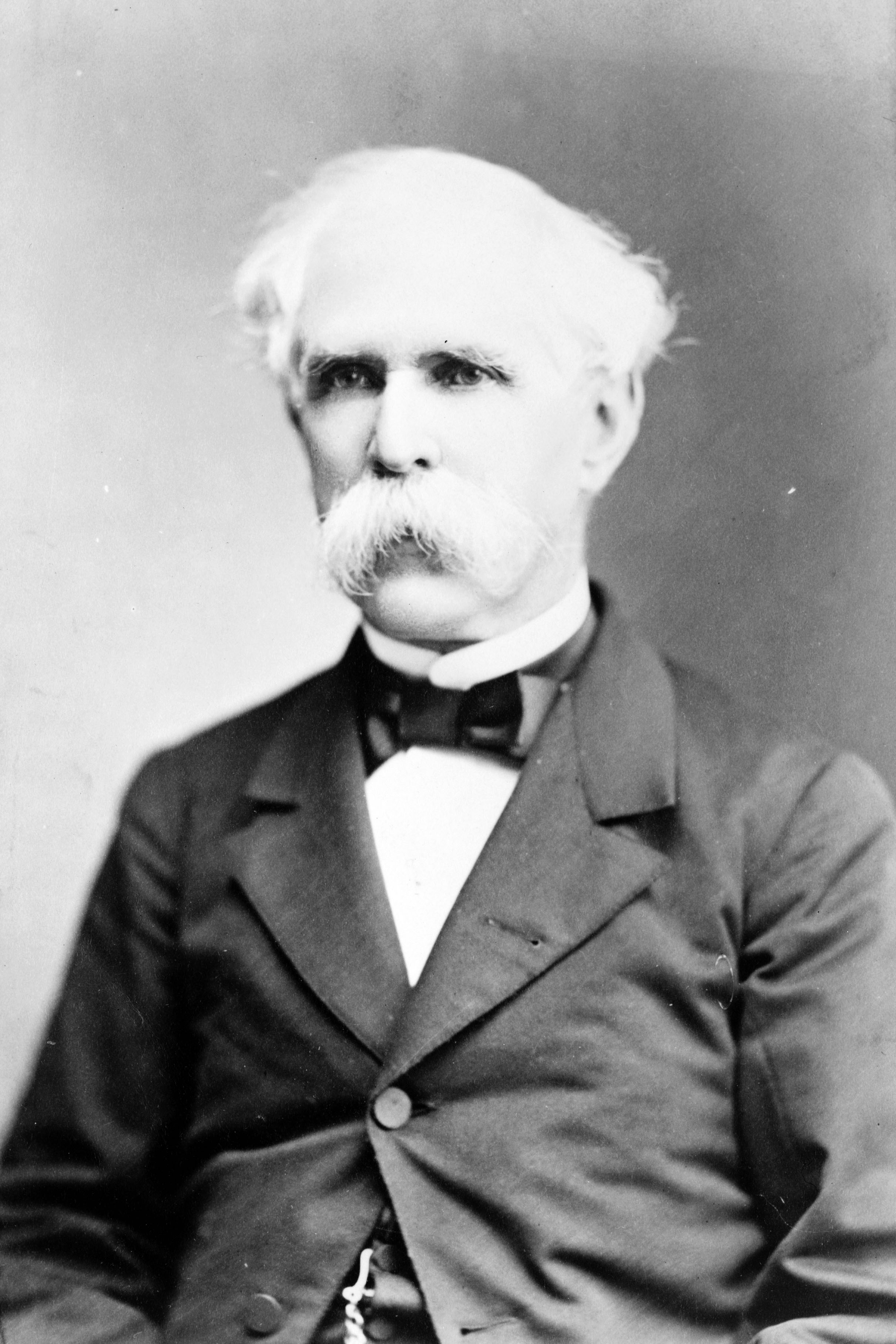
Horace Capron fue el consejero extranjero que supervisó la construcción de Sapporo.

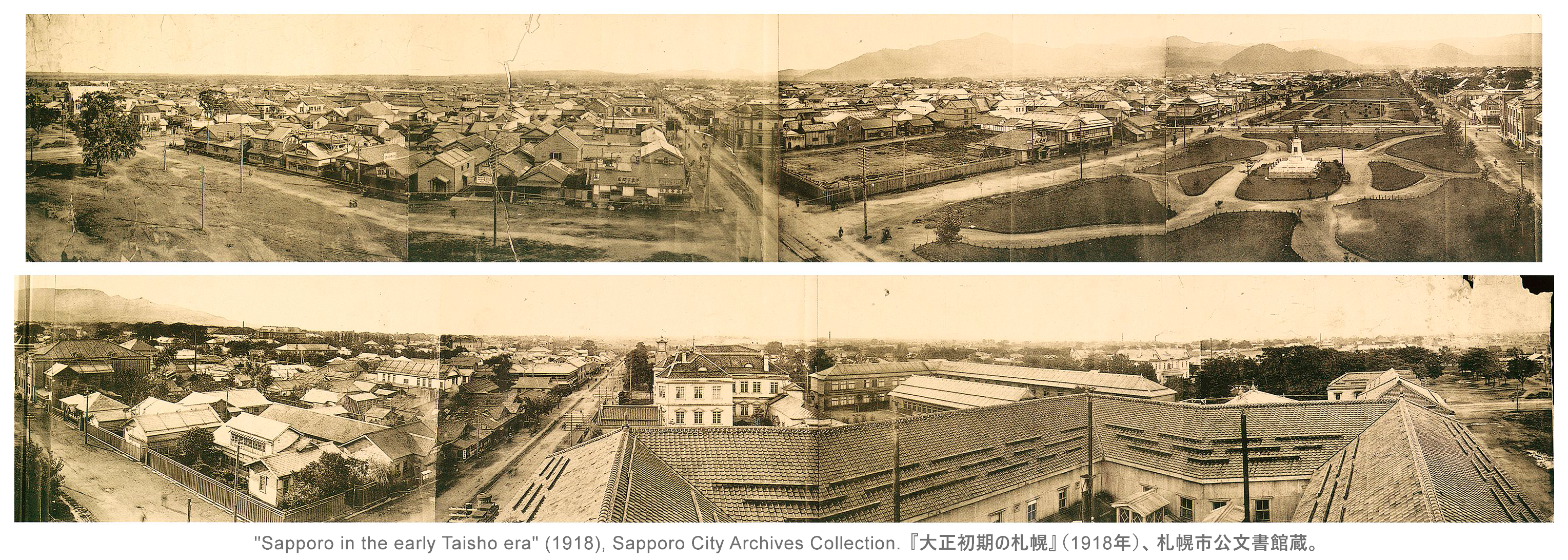
Sapporo, era Taisho, 1918

Es una de las ciudades más recientes de Japón, pues su nacimiento data de finales del siglo XIX. Está ubicada sobre un territorio originalmente ocupado por los ainu, un pueblo indígena de cazadores. Durante el periodo Edo se inició la construcción de un canal de navegación que permitió los primeros asentamientos colonos. La isla de Hokkaidō fue oficialmente anexionada en 1869 y ese año se fundó Sapporo como futura capital de la nueva prefectura, dentro del plan de desarrollo impulsado por el emperador Meiji para frenar la expansión del imperio ruso al este.
En aquel momento el municipio más poblado era Hakodate. Sin embargo, se empezó de cero con una nueva villa alejada de la costa por razones de seguridad. Sapporo obtuvo la capitalía de forma oficial en 1871.
El vicepresidente de la comisión de desarrollo, Kuroda Kiyotaka, pidió ayuda al gobierno de los Estados Unidos en las obras. El consejero extranjero (oyatoi gaikokujin) que asumió esa labor fue Horace Capron, secretario de agricultura bajo la presidencia de Ulysses S. Grant. Los norteamericanos diseñaron el plan urbanístico basándose en un trazado en damero con calles en ángulo recto, poco comunes en el país, donde el parque Odori funcionaría como avenida central. Muchos de los edificios oficiales también se hicieron según el mismo patrón. La aportación occidental fue crucial: el asesor Edwin Dun impulsó la industria primaria con la creación de lecherías y granjas, mientras que el profesor William S. Clark, procedente de la Universidad de Massachusetts, fundó en 1876 la Escuela de Agricultura de Sapporo para instruir a los nuevos habitantes.
En años posteriores se culminó la construcción de la villa portuaria de Otaru (al norte de la capital), las primeras líneas ferroviarias y los edificios de gobierno. Durante el siglo XX, Sapporo mantuvo su crecimiento demográfico gracias a la absorción de villas en los alrededores. La Escuela Agrícola quedó en 1907 bajo control de la Universidad de Tohoku y en 1918 se autorizó su transformación en la Universidad Imperial de Hokkaidō, la quinta a nivel nacional en recibir tal distinción. En 1922 el gobierno nipón aprobó un nuevo sistema municipal por el que Sapporo ya era oficialmente una ciudad.
Durante la Segunda Guerra Mundial se inauguró el aeródromo de Okadama como base aérea del Ejército Imperial. Entre el 14 y el 15 de julio de 1945, Sapporo fue bombardeada por los aviones B-29 de la USAAF, aunque el objetivo de los ataques eran puertos estratégicos cercanos a la zona. Las fuerzas aliadas que ocuparon el país asumieron las labores de reconstrucción, y en 1952 cedieron el control al nuevo gobierno japonés. En aquel tiempo se celebró la primera edición del Festival de la nieve de Sapporo (1950) y se autorizó que la base aérea de Chitose, abierta desde 1926 en las afueras, se utilizase como aeropuerto civil.
El acontecimiento más importante que ha acogido son los Juegos Olímpicos de invierno de 1972. Sapporo ya fue elegida en 1937 sede de la edición de 1940, pero tuvo que renunciar a ella por el estallido de la segunda guerra sino-japonesa. Veinticinco años después, el Comité Olímpico Internacional le otorgó la organización de la XI Olimpiada. Esto permitió nuevas reformas como la inauguración del sistema de Metro en 1971.
El 1 de abril de 1972, Sapporo se convirtió en una ciudad designada por decreto gubernamental.
A finales del siglo XX asumió un rol de destino turístico y de eventos culturales, con la organización del Pacific Music Festival de música clásica, del Sapporo City Jazz y del Festival Yosakoi Sōran de folclore tradicional. Fue subsede de la Copa Mundial de Fútbol de 2002 gracias a la construcción del Domo de Sapporo, inaugurado un año antes. Y en 2008, con motivo de la 34.ª Cumbre del G8 albergada en el sur de Hokkaidō, acogió las manifestaciones de los movimientos antiglobalización. En 2016 fue inaugurada la línea de tren de alta velocidad Hokkaido Shinkansen que une a la isla con Aomori.

## Geografía

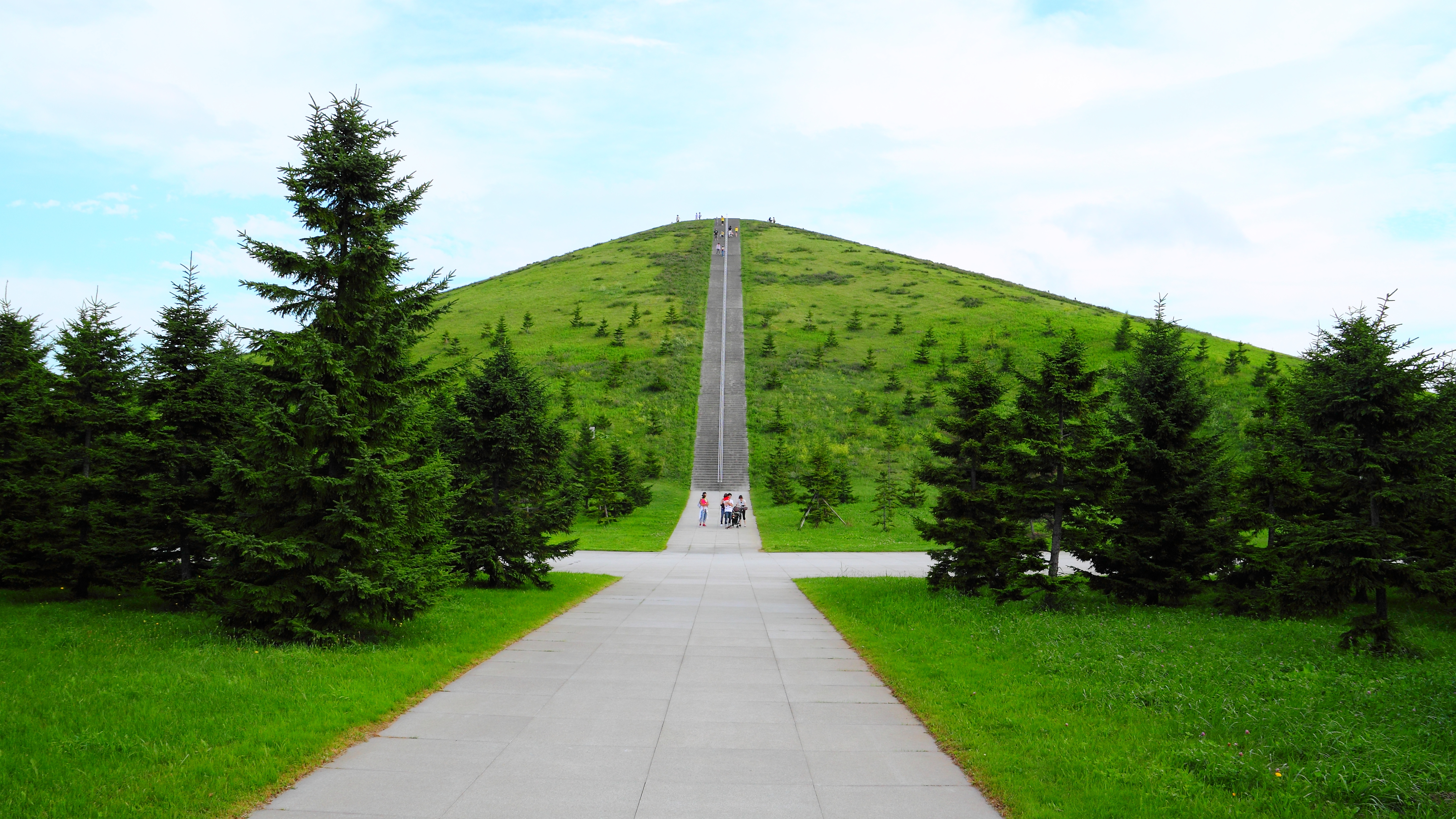
Montaña del parque Moerenuma.

Está ubicada en la parte suroeste de la llanura Ishikari en la subprefectura homónima y atravesada por el río Toyohira, afluente del río Ishikari. Al oeste y al sur la rodean cadenas montañosas, lagos y parques naturales. Los montes más cercanos al núcleo urbano son el Teine (1023 metros) y el Moiwa (536 m), aunque en el llamado "paso de Nakayama", al oeste del límite municipal, se encuentran el monte Yoichi (1488 m) y el Muine (1464 m) entre otras cotas superiores a los mil metros.
Dispone de bosques y más de 2700 parques, muchos de ellos ideados como cinturones verdes. El más importante en núcleo urbano es Odori (大通公園, Ōdōri Kōen), con un área de 78 901 m² (1,5 kilómetros), que sirve de gran avenida. Al noreste se ubica Moerenuma, un gran jardín diseñado por el arquitecto Isamu Noguchi, cuya extensión total es de 188,8 hectáreas sobre un terreno ganado al mar. Por otra parte, el parque nacional Shikotsu-Tōya también forma parte del municipio.
Sapporo no tiene salida marítima. Limita al norte con Otaru (el puerto más cercano) e Ishikari; al sur con Eniwa, Date y Chitose (donde está el aeropuerto), al sureste con Kitahiroshima y al este con Ebetsu. La distancia por carretera con Asahikawa (segunda localidad más poblada) es de 137 kilómetros, mientras que Hakodate está a 311 kilómetros.
Tal y como sucede en el resto del país, Sapporo es propensa a terremotos porque la isla tiene una alta actividad sísmica. En el parque de Shikotsu-Tōya se encuentra el estratovolcán Usu y el Shōwashinzan, un domo de lava.
- Flor de la ciudad: Convallaria majalis (lirio de mayo)
- Árbol de la ciudad: Syringa vulgaris (lila común)
- Ave de la ciudad: Cuculus canorus (cuco común)

### Clima
Localizada en el noroeste de Hokkaidō, presenta un clima continental húmedo (Dfa). La temperatura promedio es de 9 °C.
La mayor característica de este clima es la variación estacional. Los inviernos son muy fríos, con persistente cobertura de nieve y fuerte viento, mientras que los veranos son cálidos pero en menor medida que en el resto de Japón. El volumen anual de nevadas es de 596 cm de noviembre a marzo, lo que la convierte en una de las pocas metrópolis con un promedio tan elevado.
Las grandes nevadas y la abundancia de montañas convierten a Sapporo en una de las zonas más populares para deportes de invierno. Las principales estaciones de esquí (Teine, Niseko, Furano y Rusutsu) funcionan entre noviembre y abril.
| Parámetros climáticos promedio de Sapporo, Japón (1991-2020) | Parámetros climáticos promedio de Sapporo, Japón (1991-2020) | Parámetros climáticos promedio de Sapporo, Japón (1991-2020) | Parámetros climáticos promedio de Sapporo, Japón (1991-2020) | Parámetros climáticos promedio de Sapporo, Japón (1991-2020) | Parámetros climáticos promedio de Sapporo, Japón (1991-2020) | Parámetros climáticos promedio de Sapporo, Japón (1991-2020) | Parámetros climáticos promedio de Sapporo, Japón (1991-2020) | Parámetros climáticos promedio de Sapporo, Japón (1991-2020) | Parámetros climáticos promedio de Sapporo, Japón (1991-2020) | Parámetros climáticos promedio de Sapporo, Japón (1991-2020) | Parámetros climáticos promedio de Sapporo, Japón (1991-2020) | Parámetros climáticos promedio de Sapporo, Japón (1991-2020) | Parámetros climáticos promedio de Sapporo, Japón (1991-2020) |
| Mes                                                          | Ene.                                                         | Feb.                                                         | Mar.                                                         | Abr.                                                         | May.                                                         | Jun.                                                         | Jul.                                                         | Ago.                                                         | Sep.                                                         | Oct.                                                         | Nov.                                                         | Dic.                                                         | Anual                                                        |
| ------------------------------------------------------------ | ------------------------------------------------------------ | ------------------------------------------------------------ | ------------------------------------------------------------ | ------------------------------------------------------------ | ------------------------------------------------------------ | ------------------------------------------------------------ | ------------------------------------------------------------ | ------------------------------------------------------------ | ------------------------------------------------------------ | ------------------------------------------------------------ | ------------------------------------------------------------ | ------------------------------------------------------------ | ------------------------------------------------------------ |
| Temp. máx. abs. (°C)                                         | 11.2                                                         | 10.8                                                         | 18.3                                                         | 28.0                                                         | 34.2                                                         | 33.7                                                         | 36.0                                                         | 36.2                                                         | 32.7                                                         | 27.3                                                         | 22.4                                                         | 14.8                                                         | 36.2                                                         |
| Temp. máx. media (°C)                                        | −0.4                                                         | 0.4                                                          | 4.5                                                          | 11.7                                                         | 17.9                                                         | 21.8                                                         | 25.4                                                         | 26.4                                                         | 22.8                                                         | 16.4                                                         | 8.7                                                          | 2.0                                                          | 13.1                                                         |
| Temp. media (°C)                                             | -3.2                                                         | −2.7                                                         | 1.1                                                          | 7.3                                                          | 13.0                                                         | 17.0                                                         | 21.1                                                         | 22.3                                                         | 18.6                                                         | 12.1                                                         | 5.2                                                          | −0.9                                                         | 9.2                                                          |
| Temp. mín. media (°C)                                        | −6.4                                                         | −6.2                                                         | −2.4                                                         | 3.4                                                          | 9.0                                                          | 13.4                                                         | 17.9                                                         | 19.1                                                         | 14.8                                                         | 8.0                                                          | 1.6                                                          | −4.0                                                         | 5.7                                                          |
| Temp. mín. abs. (°C)                                         | -27.0                                                        | -28.5                                                        | -22.6                                                        | -14.6                                                        | -4.2                                                         | 0.0                                                          | 5.2                                                          | 5.3                                                          | -0.9                                                         | -4.4                                                         | -15.5                                                        | -24.7                                                        | -28.5                                                        |
| Precipitación total (mm)                                     | 108.4                                                        | 91.9                                                         | 77.6                                                         | 54.6                                                         | 55.5                                                         | 60.4                                                         | 90.7                                                         | 126.8                                                        | 142.2                                                        | 109.9                                                        | 113.8                                                        | 114.5                                                        | 1146.3                                                       |
| Nevadas (cm)                                                 | 137                                                          | 116                                                          | 74                                                           | 6                                                            | 0                                                            | 0                                                            | 0                                                            | 0                                                            | 0                                                            | 1                                                            | 30                                                           | 113                                                          | 477                                                          |
| Días de lluvias (≥ 1 mm)                                     | 18.3                                                         | 16.0                                                         | 13.9                                                         | 9.6                                                          | 8.5                                                          | 7.5                                                          | 7.7                                                          | 9.5                                                          | 10.2                                                         | 11.6                                                         | 14.6                                                         | 16.0                                                         | 143.4                                                        |
| Días de nevadas (≥ 1 mm)                                     | 21.7                                                         | 18.4                                                         | 15.8                                                         | 2.5                                                          | 0.0                                                          | 0.0                                                          | 0.0                                                          | 0.0                                                          | 0.0                                                          | 0.2                                                          | 5.2                                                          | 18.2                                                         | 82                                                           |
| Horas de sol                                                 | 90.4                                                         | 103.5                                                        | 144.7                                                        | 175.8                                                        | 200.4                                                        | 180.0                                                        | 168.0                                                        | 168.1                                                        | 159.3                                                        | 145.9                                                        | 99.1                                                         | 82.7                                                         | 1717.9                                                       |
| Humedad relativa (%)                                         | 69                                                           | 68                                                           | 65                                                           | 61                                                           | 65                                                           | 72                                                           | 75                                                           | 75                                                           | 71                                                           | 67                                                           | 67                                                           | 68                                                           | 68.6                                                         |
| Fuente: JMA                                                  |                                                              |                                                              |                                                              |                                                              |                                                              |                                                              |                                                              |                                                              |                                                              |                                                              |                                                              |                                                              |                                                              |

## Demografía
Sapporo ha experimentado un gran crecimiento demográfico desde que fue designada capital. Según el censo de 2020 tiene un total de 1 973 395 habitantes. Esta cifra supone un 35 % de la población total de Hokkaidō, y le convierte en la quinta población más grande de Japón, por detrás de Tokio, Yokohama, Osaka y Nagoya.
Los planes de colonización de la isla durante la era Meiji motivaron la llegada de numerosos japoneses, atraídos por las nuevas oportunidades laborales. Este incremento se ha mantenido con la absorción de villas y localidades vecinas de menor tamaño, lo que le ha permitido aumentar también su extensión total. La primera vez que se superó el millón de habitantes fue en 1970.
Según datos del ayuntamiento extraídos del padrón de 2012, el número de habitantes en edad de trabajar (15 a 64 años) es de 1 270 234 personas, un 66,2 % de total. Hay unos 225 343 menores de 14 años (11,7 %) y unas 424 087 personas (un 22,1 %) de la tercera edad. En los últimos años se ha producido un descenso en la tasa de natalidad, con el consiguiente aumento de la edad media. La esperanza de vida de los hombres es de 79 años, mientras que las mujeres superan los 86 años.
| Evolución demográfica de Sapporo desde 1886 |
|                                             |
| Fuente: Ayuntamiento de Sapporo             |

## Urbanismo

### Distritos y barrios
Sapporo es una ciudad designada por decreto gubernamental desde 1972. Bajo esta condición, tiene delegadas muchas de las funciones que normalmente realizan los gobiernos prefecturales en áreas como educación pública, bienestar social, sanidad, licencias de negocios y planificación urbana. Al gobierno local generalmente se le delegan las funciones administrativas menores en cada área, mientras que el prefectural retiene la autoridad sobre las decisiones más importantes.
Las ciudades designadas se dividen en barrios (区 ku), cada uno de los cuales tiene una oficina de barrio que realiza funciones administrativas para el gobierno local. Sapporo tiene actualmente diez barrios o distritos.

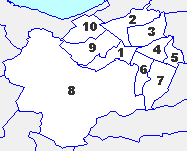
Barrios de Sapporo.

1. Chūō (中央区). Es el centro administrativo. Tiene los edificios más importantes de la ciudad, entre ellos la primera delegación de gobierno, el santuario de Hokkaidō, la Torre del Reloj, la estación de Sapporo, algunas facultades de la Universidad, el parque Odori y la zona comercial de Susukino.
2. Kita (北区). Zona residencial y comercial.
3. Higashi (東区). Ubicado en el noreste, allí está el aeropuerto de Okadama e instalaciones como el parque Moerenuma, el parque temático Sapporo Satoland, el Museo de la Cerveza y el Domo Comunitario.
4. Shiroishi (白石区). Barrio residencial e industrial.
5. Atsubetsu (厚別区). Distrito al este, independiente de Shiroishi desde 1989.
6. Toyohira (豊平区). Zona urbana donde se encuentran el parque Nishioka (el más grande en zona urbana) y el Domo de Sapporo. Debe su nombre al río Toyohira.
7. Kiyota (清田区). Aunque en sus orígenes fue una zona agrícola, hoy la mayoría de su terreno es de uso residencial. Se independizó de Toyohira en 1997.
8. Minami (南区). Es el distrito más extenso, aproximadamente el 60% del terreno municipal. Se trata de una reserva natural que incluye el parque de Makomanai (sede de la villa olímpica de los Juegos Olímpicos de invierno de 1972), el parque nacional Shikotsu-Tōya (donde está el Monte Yotei), grandes lagos y complejos de aguas termales.
9. Nishi (西区). Distrito residencial con zonas verdes y parajes naturales.
10. Teine (手稲区). Zona que debe su nombre al Monte Teine. Alberga la pista de esquí Sapporo Teine.

### Estructura urbana
El urbanismo está muy influido por la planificación introducida en el siglo XIX. Los consejeros estadounidenses del gobierno japonés recomendaron un trazado en damero, por el que se organizaba el diseño de las calles en ángulo recto, creando manzanas rectangulares. Esto contrasta con la mayoría de ciudades japonesas.
El trazado es uniforme en todo el municipio, pues se partió de cero para su construcción, y se ha mantenido incluso cuando Sapporo absorbió otras villas de menor población.

## Economía

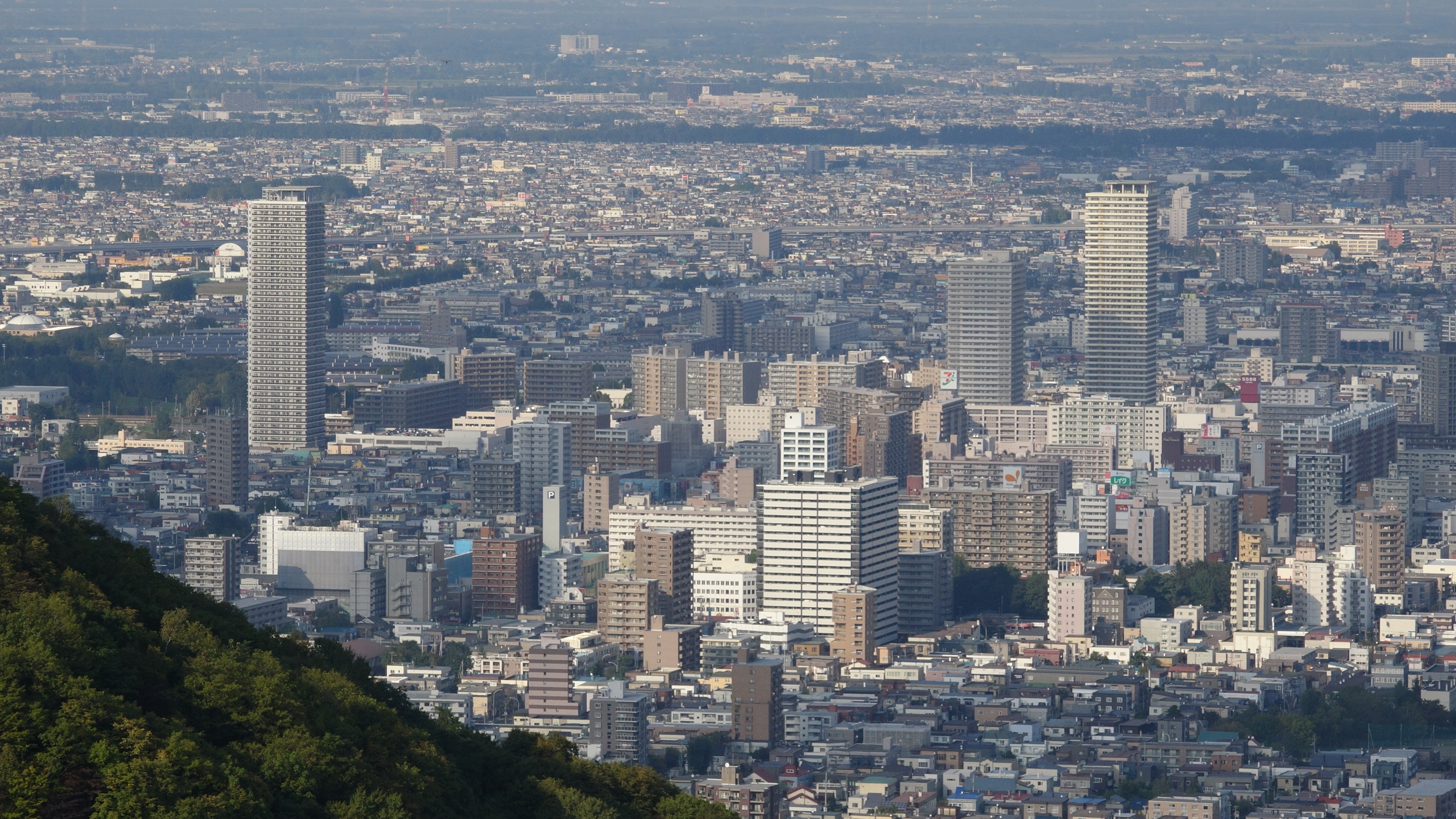
Panorama urbano de Sapporo.

La economía de Sapporo está dominada por el comercio y el turismo de ocio. El sector servicios representaba en 2010 un 76,5 % del empleo, seguido por el industrial (13,8 %) y sectores sin clasificar (9,3 %). Aunque la agricultura fue esencial para el desarrollo de la zona, hoy en día el sector primario tiene un peso testimonial del 0,4 % de la carga laboral. Sapporo aporta aproximadamente un 30 % del producto interno bruto de Hokkaidō.
A diferencia de otras ciudades niponas con gran concentración de edificios, Sapporo ha conseguido integrar parques, árboles y grandes zonas verdes en el paisaje urbano. Esta circunstancia, sumada a su clima frío, le ha permitido explotar un turismo basado en deportes de invierno, nieve y respeto al medio ambiente que es especialmente apreciada entre los visitantes nacionales. El parque Odori, en pleno corazón urbano, es escenario de eventos como el Festival de la nieve de Sapporo y concentra la mayoría de edificios urbanos.
Al tiempo, el gobierno local ha impulsado medidas para que las empresas nacionales quieran instalarse. La Organización Japonesa para el Comercio Exterior (JETRO) destaca a la biotecnología, la tecnología informática y las tecnologías de la información y la comunicación como los sectores más importantes en desarrollo. Algunas compañías con sede en Sapporo son el Banco de Hokkaidō, Crypton Future Media, la eléctrica HEPCO, la subsidiaria de transportes JR Hokkaidō, la confitería Ishiya y la aerolínea de bajo coste Air Do. La cervecera Sapporo Brewery es originaria de la capital, pero su cuartel general está en Tokio.

## Turismo
Sapporo es uno de los destinos turísticos más importantes de Japón, normalmente asociado a los deportes de invierno y la naturaleza. Uno de sus mayores atractivos es el clima: la nieve cubre la ciudad en una media de 132 días al año, hay menos humedad y temperaturas veraniegas más frescas que en el resto del estado.
En 2012 llegaron más de 12 millones de turistas, en su mayoría procedentes de Japón, China, Estados Unidos y otros países de Asia Oriental. Los lugares más visitados fueron el parque Moerenuma (700 000 personas al año), el Monte Moiwa (660 000 personas) y el parque de atracciones natural Sapporo Satoland (650 000), sin contar la afluencia a otras parte de la isla.

### Parques

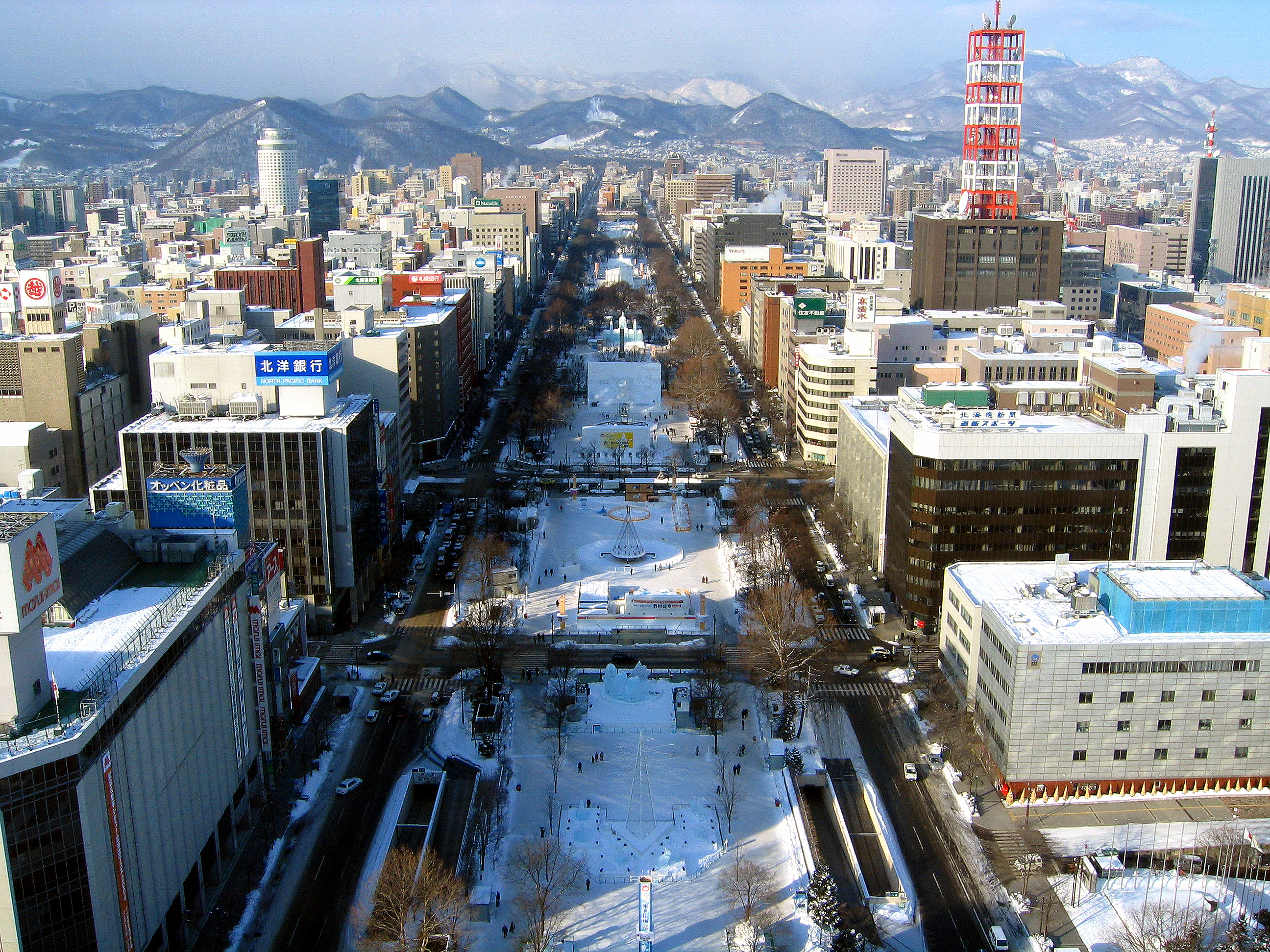
Parque Odori durante el Festival de la nieve de Sapporo.

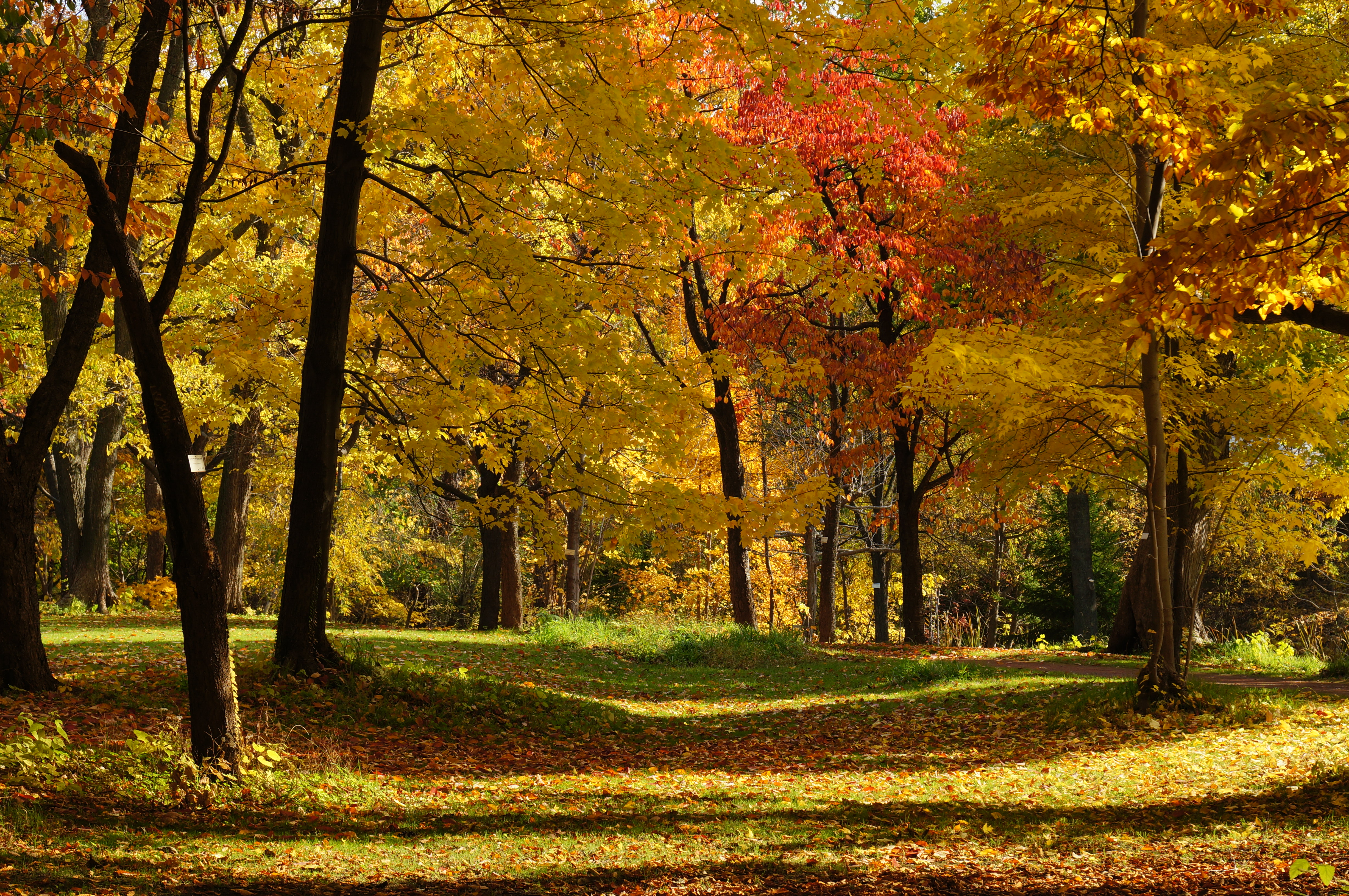
Jardín Botánico de la Universidad de Hokkaidō.

En 2012, Sapporo tenía un total de 2822 parques (5557,3 hectáreas) y 225 741 árboles plantados. De esta cifra, 2707 eran parques municipales (2384,5 hectáreas).
El más importante es el parque Odori (大通公園, Ōdōri Kōen), con un área de 78 901 m² (1,5 kilómetros) en pleno centro que abarca el barrio de Chuo de oeste a este. Fue diseñado en 1871 como un gran cortafuegos entre la zona administrativa del norte y los barrios residenciales y comerciales al sur, que haría las veces de gran avenida. A partir de 1876 se amplió con jardines florales de 6600 m², y en 1909 el paisajista nipón Yasuhei Nagaoka integró la calle al paisaje urbano. Desde la creación del Festival de la Nieve en 1950, se ha convertido en el punto neurálgico de los grandes eventos. Actualmente tiene trece bloques (chōme) separados por pasos de peatones.
Cerca de allí está Nakajima, un parque urbano de 21 hectáreas de extensión alrededor del estanque Shobu. Cuenta con más de 5000 árboles, incluyendo piceas rojas, gingko, tejos, acacias negras y olmos. Además, dispone de una rica oferta cultural porque alberga sobre el terreno al histórico hotel Hōheikan, el observatorio astronómico de Sapporo, el centro deportivo de Nakajima, un museo de literatura y la Sala de Conciertos de Sapporo. Puede accederse en metro y en tranvía.
El Jardín Botánico de la Universidad de Hokkaidō es un jardín botánico de unas 13,3 hectáreas al que puede accederse pagando entrada. Es el segundo más antiguo de Japón, por detrás del Koishikawa en Tokio. Se encuentra en la zona de vegetación bioclimática orohemiboreal y baja oroboreal, cuenta con unas 5000 especies de plantas procedentes de todo el mundo y se ha utilizado como campo de prácticas para la educación farmacéutica y en actividades investigadoras. Destacan especialmente su alpinum de 3290.00 m², los invernaderos y los árboles de lila. En su interior están también el museo de Historia Natural y al museo etnológico del pueblo Ainu, a 10 minutos andando desde la estación de Sapporo.
En el barrio de Higashi, al noreste, está emplazado el parque Moerenuma, el más visitado de la ciudad. Mide más de 188 hectáreas y se diseñó sobre una zona ganada al mar que en los años 1980 se usaba como vertedero. El arquitecto al que se encargó la transformación fue Isamu Noguchi, quien concibió los jardines como una escultura en sí misma. Este diseñó el plan maestro en 1988, pero no pudo ver su obra finalizada porque falleció de un infarto al año siguiente. El ayuntamiento asumió las obras, llevó a cabo una apertura parcial en 1997 y lo terminó el 1 de julio de 2005. Su mayor símbolo es una gran pirámide de cristal apodada "Hidamari" (punto solar), en la que hay un restaurante y un museo dedicado a Noguchi. Además hay 3000 cerezos, instalaciones deportivas y montes artificiales. Muy cerca de Moerenuma está el parque temático Sapporo Satoland, cuyo objetivo es acercar la agricultura y la ganadería a sus visitantes.
Al suroeste está el monte Moiwa (al que puede se puede llegar en teleférico), el Parque Memorial de Asahiyama y el observatorio de Okurayama, instalado sobre la pista de salto de esquí de los Juegos Olímpicos de 1972. En el monte Teine (手稲山, Teineyama) está la estación de esquí Sapporo Teine. Y alejado del núcleo urbano, en el parque nacional Shikotsu-Tōya, se reúnen las montañas y volcanes más altos sobre una extensión de 993.02 km².

### Edificios históricos

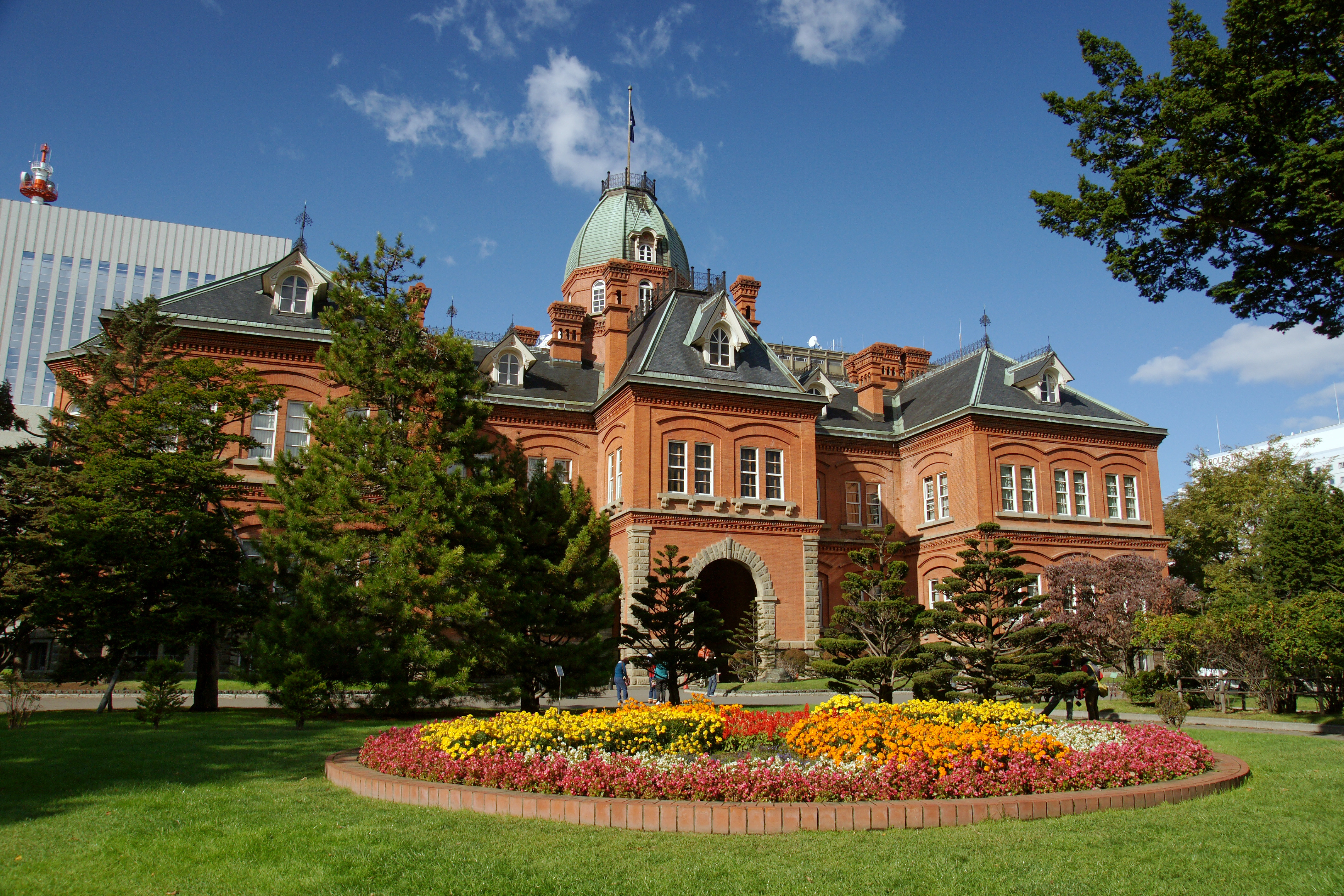
Edificio de la primera delegación de gobierno en Sapporo, construido en 1888.

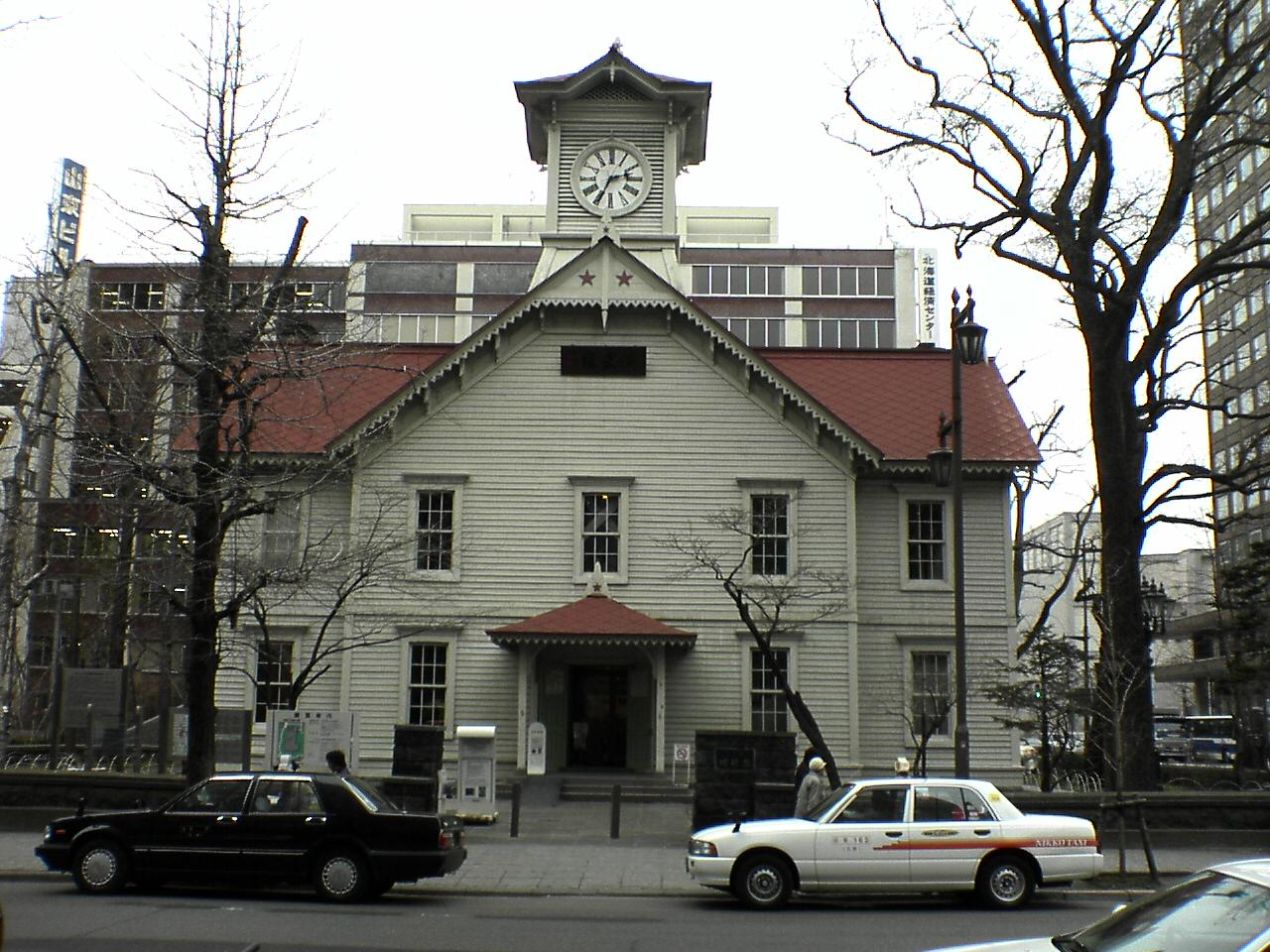
Torre del Reloj de Sapporo.

Las cercanías del parque Odori concentran la mayoría de los primeros edificios que se construyeron. Igual que sucedió con la planificación urbana, muchos de ellos se levantaron siguiendo patrones estadounidenses, a diferencia de otras ciudades niponas. El primer edificio del gobierno de Hokkaidō fue levantado en 1888 para acoger la Comisión de Colonización, y más tarde se transformó en una delegación. De estilo neobarroco, va coronado por una cúpula octagonal y sus tres plantas están cubiertas con una fachada de ladrillo rojo. En los alrededores hay un jardín floral que lo hace más identificable. Ya no se utiliza para labores administrativas pero sigue abierto como archivo municipal y oficina de turismo. Está catalogado Bien de Interés Cultural.
El otro edificio de diseño estadounidense que ha aguantado en pie desde la fundación es la Torre del Reloj de Sapporo. Fue construida en 1878 para acoger la sala de entrenamiento militar de la Escuela de Agricultura (ancestro de la Universidad de Hokkaidō). El reloj, de la empresa E. Howard & Co., se fabricó en Boston y fue instalado en 1881, sin dejar de marcar la hora bajo ninguna circunstancia. Actualmente es el museo de historia local, entre otras funciones. Además de ser Bien de Interés Cultural desde 1970, el Ministerio de Medio Ambiente de Japón lo nombró uno de los «100 paisajes sonoros» del país. Se puede encontrar a pocos metros de la estación central de tren.
El Pueblo Histórico, en las afueras al este de la ciudad, es un museo al aire libre que recoge sesenta edificios de los periodos Meiji y Taisho. Al lado está el Museo de Historia de Hokkaidō.
El Hōheikan, patrimonio cultural, fue el primer hotel de madera. Se construyó entre 1879 y 1880 para acoger a los ingenieros y asesores extranjeros a los que la Comisión de Colonización había invitado. El emperador Meiji fue su primer huésped en agosto de 1881. Cuando la Comisión quedó suspendida en 1882, se cedió su gestión a la villa de Sapporo. Siguiendo el ejemplo de Meiji, el Emperador Taishō se alojó allí en 1911 mientras que el Emperador Shōwa (Hirohito) lo hizo en 1922. El edificio original fue desplazado de Odori al parque Nakajima en 1956. El príncipe Naruhito visitó la última renovación de esta instalación en 1986.
Dentro de Odori se encuentra la Torre de televisión de Sapporo, diseñada en 1957 por el arquitecto Tachū Naitō, autor de la afamada Torre de Tokio. Su apertura dio cobertura de televisión y de radio en frecuencia modulada a toda la ciudad. En 1961 se le añadieron cuatro relojes digitales donados por Matsushita Electrics (actual Panasonic). La torre mide 147,2 metros y dispone de un mirador a 90,38 metros de altura, que permite una vista privilegiada del skyline. Aunque en su momento fue la edificación más alta, la construcción de grandes rascacielos le ha despojado de esa condición.
El edificio más grande de todo Hokkaidō es Sapporo JR Tower del barrio de Chuo, que en sus 173 metros de altura y 38 pisos alberga comercios, oficinas, un observatorio y hasta un helipuerto.
En el parque Maruyama se puede acceder al Santuario de Hokkaidō (北海道神宮, Hokkaidō Jinja), un santuario sintoísta de 180 000 m². Se levantó por orden del emperador Meiji para acoger las deidades de Ōkunitama, Ōkuninushi y Sukunahikona, y abrió al público el 14 de septiembre de 1871. La instalación fue destruida por un incendio en 1974, pero pudo restaurarse por completo cuatro años después. Es un lugar especialmente visitado durante las celebraciones del Año nuevo japonés y del Hanami en primavera.

### Comercios

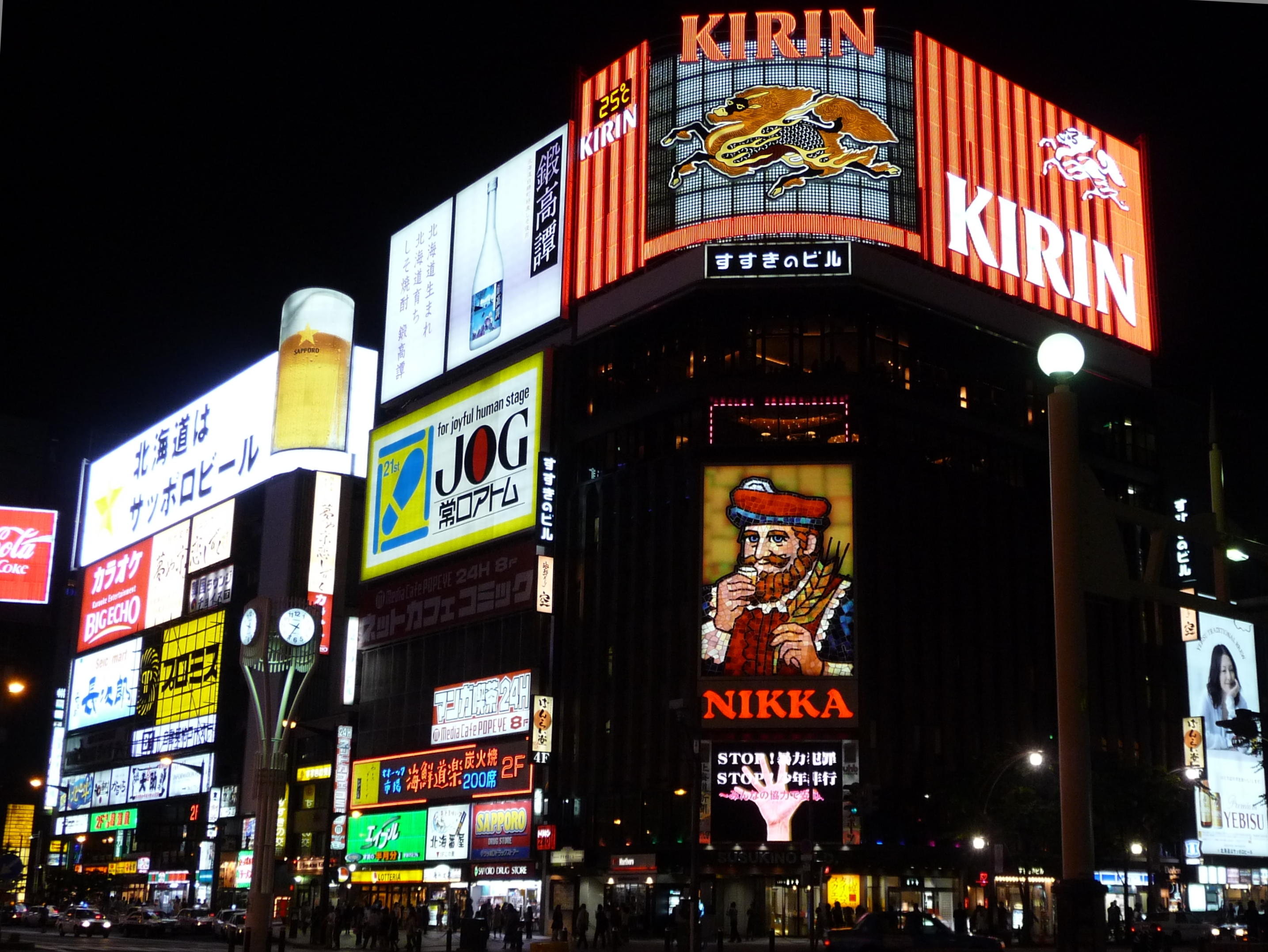
Luces de neón de Susukino.

El distrito comercial es Susukino (すすきの), en el barrio de Chuo, es el más popular entre los turistas por sus características luces de neón, hoteles, bares y discotecas, que le convierten también en el principal centro de ocio nocturno. Se originó en 1871 como la principal zona roja de burdeles para los colonos, y más tarde reconvertida en punto mercantil. Durante la Segunda Guerra Mundial la mayoría de tiendas cerraron, pero después recuperó su vitalidad como zona de entretenimiento adulto. Hoy en día concentra una oferta para todos los públicos, con un total de 4500 locales. Algunos de sus sitios más conocidos son los "Callejones del Ramen", con restaurantes especializados en ese plato, y el mercado cubierto de Tanuki Koji.
Igual que otras ciudades japonesas, Sapporo dispone de grandes mercados al aire libre, en este caso especializados en pescado y marisco, que se han convertido en una atracción turística por sí mismos. Uno de los más emblemáticos es el mercado de Nijō, con más de 50 puestos comerciales que están abiertos todos los días. Además de comprar, se pueden degustar en las casas de comida cercanas. El otro es el Jōgai Ichiba, situado enfrente del mercado mayorista local. Su especialidad son los productos marinos frescos, en especial el cangrejo de Monbetsu y los calamares.
En cuanto a los centros comerciales, existen múltiples opciones. Una de ellas es Sapporo Factory, que alberga más de 160 establecimientos en el edificio que fue la primera fábrica de cerveza de todo Japón. Originalmente levantado en 1880, se permitió su remodelación para uso comercial y las obras terminaron en 1993. El rascacielos Sapporo JR Tower también tiene espacio para unos grandes almacenes de Daimaru, mientras que Sapporo Esta es un complejo de once plantas al lado de la estación de ferrocarril de Sapporo, en pleno centro.

## Educación
A finales de 2010, la ciudad contaba con 149 guarderías, 206 escuelas elementales, 107 escuelas medias, 55 institutos de enseñanza superior, 7 colegios mayores, 14 centros de educación especial y 15 universidades.
La Universidad de Hokkaidō es el centro educativo de mayor prestigio. Está considerada una de las siete universidades nacionales de Japón. Su origen es la Escuela de Agricultura de Sapporo fundada en 1876 por el profesor estadounidense William S. Clark, quien solo estuvo allí un año pero sentó las bases de la institución. En 1907 la facultad pasó bajo control de la Universidad de Tohoku, hasta que en 1918 fue designada "Universidad Imperial". El campus de Sapporo mide más de 180 hectáreas, de las cuales solo el 12 % están ocupadas por edificios; el resto son parques y bosques al aire libre. En total cuenta con cerca de 11 600 estudiantes de pregrado y otros 6300 que cursan posgrados.
El miembro más destacado del cuadro de honor de la Universidad de Hokkaidō es el profesor Akira Suzuki, Premio Nobel de Química en 2010.
En cuanto al resto de centros de educación superior, destacan la Universidad de Educación de Hokkaidō, especializada en magisterio; la Universidad Municipal de Sapporo, especializada en grados de diseño y enfermería, y la Universidad de Medicina de Sapporo, especializada en medicina y ciencias de la salud.

## Arte y cultura

### Eventos

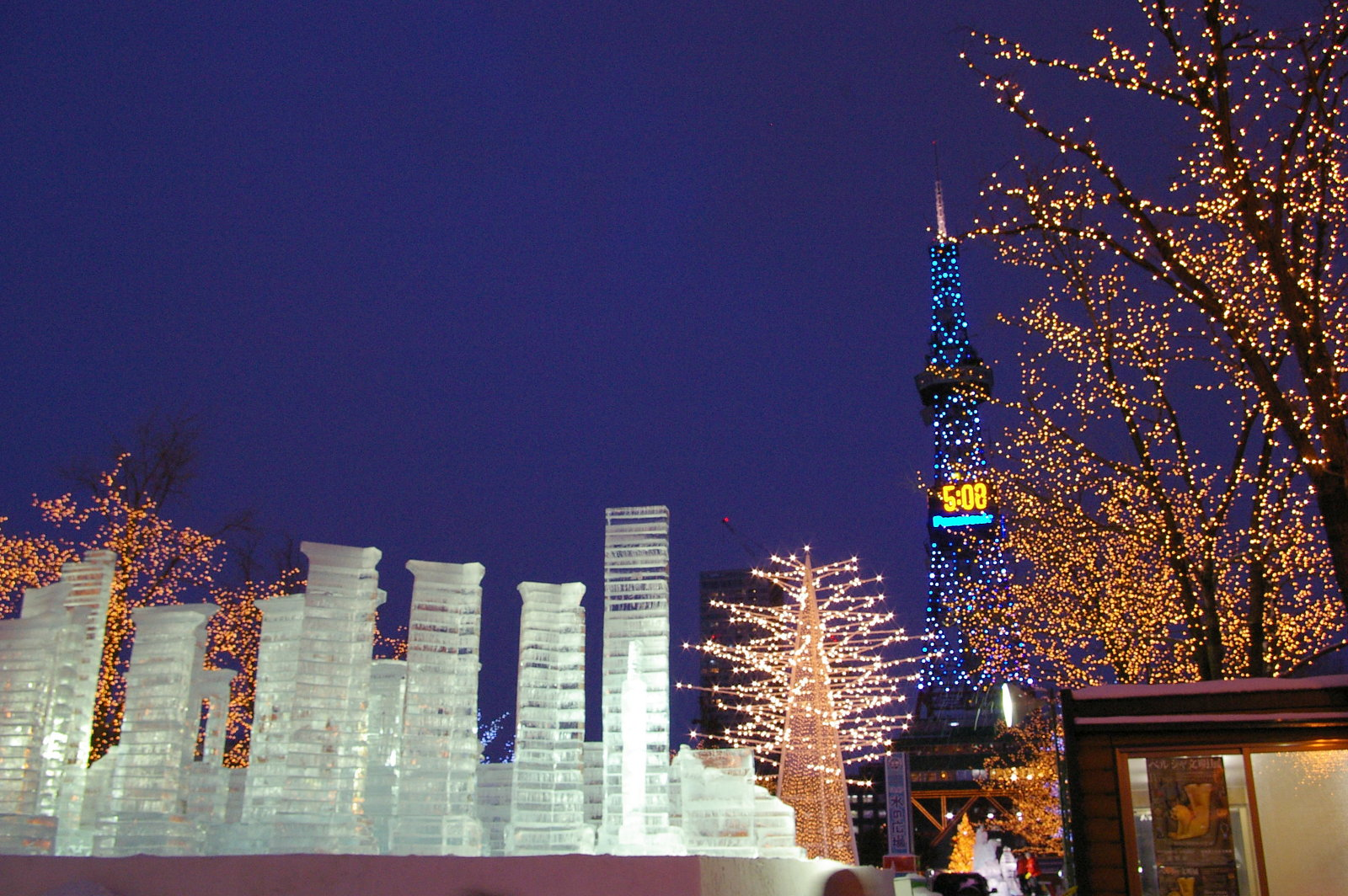
Escultura de hielo del panorama urbano local, en el Festival de la nieve de Sapporo.

El acontecimiento más importante del año es el «Festival de la nieve de Sapporo» (Sapporo yuki matsuri, 札幌雪祭り), que se celebra a principios de febrero. Tiene lugar en el parque Odori y abarca otras zonas como la céntrica calle Susukino (donde es el concurso internacional) y el Domo Comunitario. Su mayor atractivo es la construcción de grandes esculturas de nieve y hielo, algunas de las cuales abarcan temas de actualidad. Se estima que cada año es visitado por más de dos millones de personas. En relación con este evento, se organizan otras actividades para incrementar el número de turistas.
Durante las fiestas de Navidad el ayuntamiento organiza el «Sapporo White Illumination», un evento de iluminación navideña con diversos motivos que cubre todo el centro. Del 26 de noviembre a Nochebuena se instala además un mercado navideño en el sector 2 del parque Odori, inspirado en el Christkindlmarkt de Múnich.
En mayo se celebra el «Festival de la Lila», coincidiendo con el florecimiento de las lilas (árbol de la ciudad) entre mayo y junio. Esta planta fue introducida por la profesora estadounidense Sarah Clara Smith en 1889, aunque el evento data de 1959. Se celebra tanto en el parque Odori, con más de 400 lilos plantados, como en el parque Kawashimo. Algunas de las actividades que se celebran en esas fechas son visitas guiadas, catas de vino y ceremonias del té.
Cada mes de junio se organiza el «Festival Yosakoi Soran» que homenajea el folclore nipón en general y el Yosakoi en particular. La primera edición tuvo lugar en 1992 y se inspiró en el evento original de Kōchi (Región de Shikoku). El estilo de baile es muy enérgico, combinando pasos de la música tradicional con estilos contemporáneos, y normalmente se representan coreografías. Poco después llega el «Festival de Verano», coincidiendo con el inicio de la estación.
Sapporo es también popular por sus festivales de cerveza, muchos inspirados en el Oktoberfest de la ciudad hermanada de Múnich. El más popular es el «Sapporo Autumn Fest», con actividades en casi todos los sectores del parque Odori desde el 12 de septiembre hasta el 28 de septiembre.

### Música
El mayor recinto es la Sala de Conciertos de Sapporo, apodada "Kitara", que está dentro del parque Nakajima. Fue inaugurado en 1997 y está especializado en recitales de música tradicional, clásica e instrumental. Es también la sede de la Orquesta Sinfónica de Sapporo. En su sala principal, con capacidad para 2000 espectadores, se puede encontrar un enorme órgano fabricado por la compañía francesa de Daniel Kern. Por detrás se encuentra el Centro Cultural y Educativo de Sapporo, abierto en 1977 y con 1100 localidades.
El último concierto de la diva Maria Callas se celebró en el Centro Cultural de Nitori el 11 de noviembre de 1974.
Desde 1990 se organiza el «Pacific Music Festival», un festival musical ideado por Leonard Bernstein y Michael Tilson Thomas cuyo objetivo es promocionar a jóvenes artistas de música clásica de todo el mundo. Por otro lado, los conciertos con mayor aforo (de artistas J-Pop o del panorama internacional) tienen lugar en el Domo de Sapporo y en el Centro de Deportes de Hokkaidō.
El otro evento más importante es el «Sapporo City Jazz», tradicionalmente celebrado entre la segunda semana de julio y la primera de agosto. Durante ese tiempo se organizan actuaciones al aire libre de artistas jazz japoneses y extranjeros.

### Museos
Sapporo cuenta con los siguientes museos:

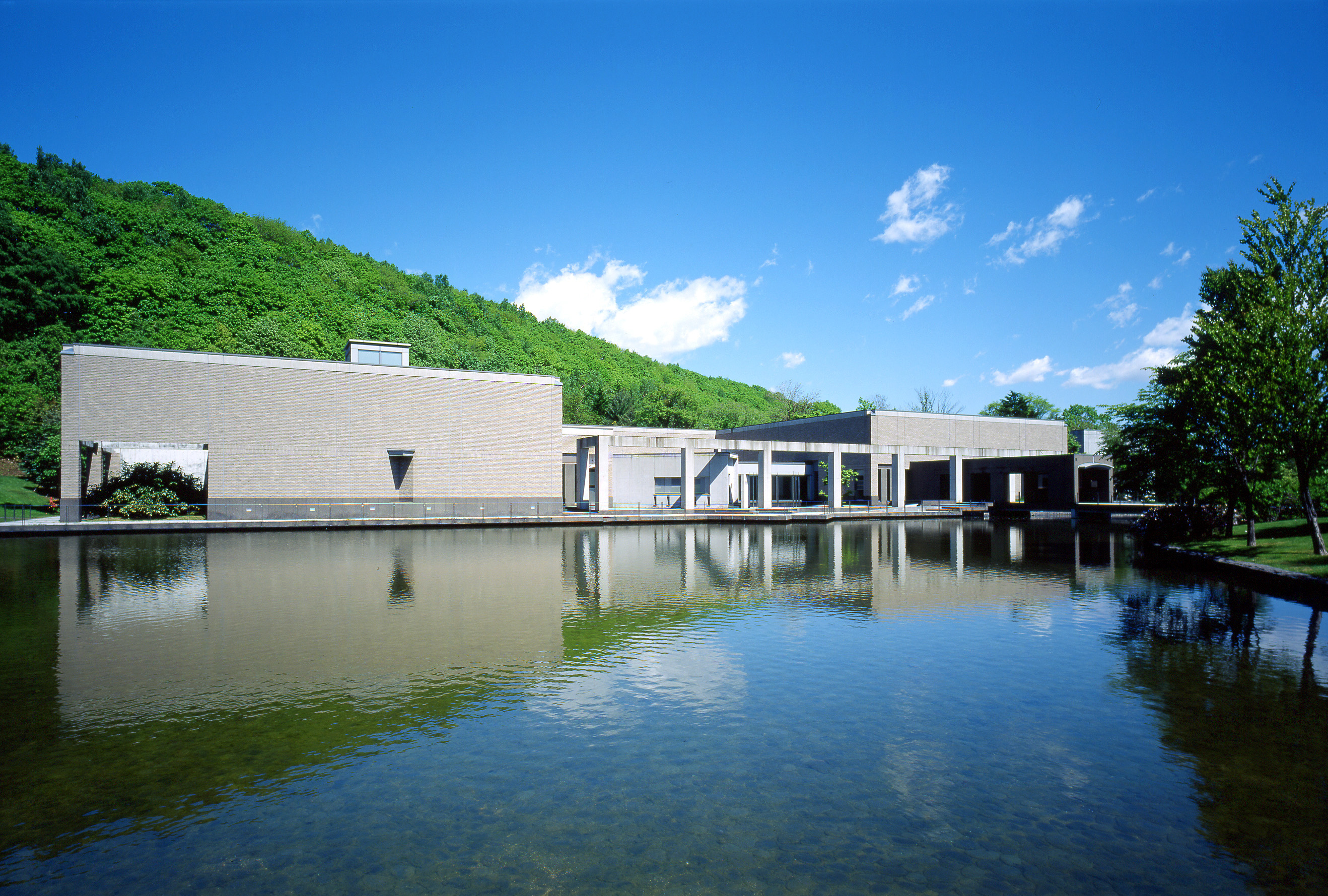
Museo de Arte de Sapporo.

- El Museo de Arte Miyanomori es la mayor galería de arte contemporáneo. Su colección está especializada abarca desde la década 1950 hasta la década de 1970. En ella puede encontrarse la mayor colección de Christo y Jeanne-Claude en Asia, más de 3000 fotografías de Daidō Moriyama y obras de autores como Lucio Fontana, Frank Stella, Jasper Johns, Yoshishige Saito y Lee Ufan. Además alberga las exposiciones más importantes.[36]
- El Museo de Arte Moderno de Hokkaidō es la primera galería de arte contemporáneo que se estableció en la isla. Su colección de 4800 obras se centra en esculturas y pinturas de autores nacionales, grabados Ukiyo-e y algunos trabajos extranjeros. En ese sentido se incluye una exposición de artistas de la Escuela de París como Jules Pascin. Dispone también de una colección de vidrios que abarca desde el modernismo a la época actual. El edificio se inauguró en 1977 y está en el distrito de Chūō.[37]
- El Museo de Hokkaidō, inaugurado en 2015, se centra en la historia, cultura y naturaleza de la isla, así como el pueblo ainu, desde el punto de vista del noreste asiático. Es considerado un museo representativo de la prefectura por la variedad de su exhibición.[38][39]
- El Sapporo Art Park, emplazado en el barrio de Minami, es un museo de esculturas dentro de un parque. No solo recoge obras de arte, sino que en los alrededores se organizan actividades como cursos de alfarería y fabricación de vidrio.
- El Museo de los Deportes de invierno de Sapporo está especializado en deportes de invierno y recoge material de los Juegos Olímpicos de Sapporo 1972. Está cerca de la pista de salto de esquí de Okurayama y fue fundado en el año 2000. En su zona de exhibición se recogen muchos documentos relacionados con eventos internacionales. Dispone de salas con simuladores de saltos, trineos, biatlón y patinaje artístico.
- El Pueblo Histórico de Hokkaidō es un museo al aire libre que recoge sesenta edificios de los periodos Meiji y Taisho. Está en las afueras, al lado del Museo de Historia local.[31]
- El Museo de la Literatura de Hokkaidō recoge las obras, textos originales y más de 220 000 artículos relacionados con los escritores que han residido en la isla, tales como Takuboku Ishikawa, Takeo Arishima, Takiji Kobayashi y Ayako Miura.
- El Museo de la Cerveza Sapporo, propiedad de Sapporo Brewery, hace un recorrido por los orígenes de la cerveza en Japón y su proceso de elaboración. La entrada es gratuita.[40]

## Gastronomía

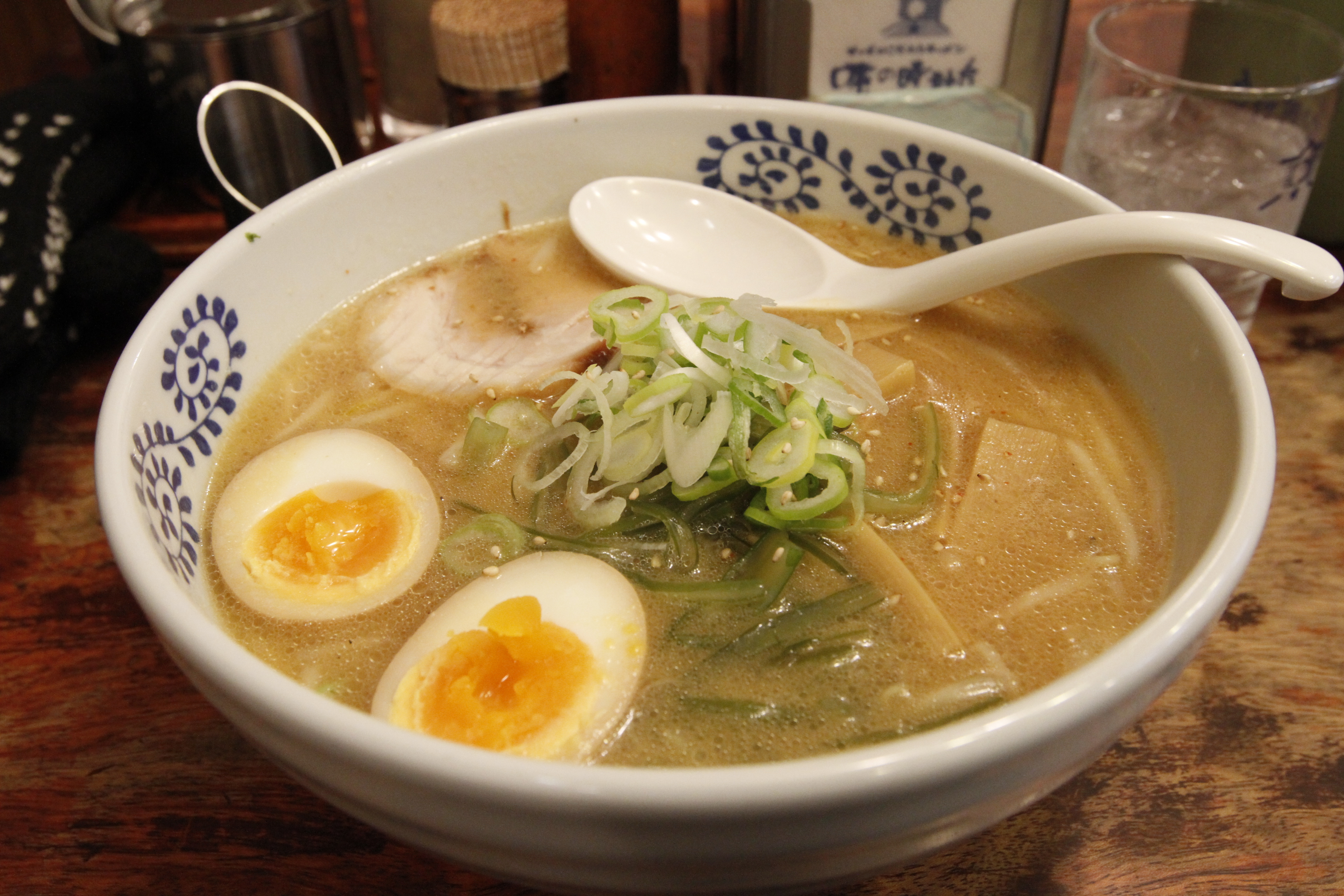
Plato de ramen en Sapporo

La gastronomía tradicional de Sapporo se engloba dentro de la cocina japonesa. Está acreditada como el lugar de nacimiento del miso ramen (味噌ラーメン), una variedad del ramen hecha con pasta de miso y sopa de pollo que se extendió a todo Japón en la década de 1950. La mayoría de restaurantes especializados están en el "Callejón del Ramen" (Ganso Sapporo Ramen Yokocho), emplazado en el distrito de Susukino, donde se abrió en 1951 el primer negocio con ese plato. No obstante, se estima que hay más de 1000 restaurantes de ramen en todo el municipio, incluyendo incluso un parque temático (Sapporo Ramen Kyowakoku) en la décima planta del centro comercial Sapporo Esta.
Otra de sus especialidades culinarias es la sopa de curry (Sūpu karē, スープカレー). Se trata de una salsa de curry acuosa, parecida a un caldo, servida con trozos de verdura y de muslo de pollo.
El Jingisukan (ジンギスカン) es una barbacoa japonesa (Yakiniku) a base de carne de cordero, preparada sobre una superficie cóncava de metal en la que va la parrilla. Su nombre es una referencia al conquistador Gengis Kan porque en el Japón de preguerra se creía que el cordero era muy popular entre los soldados mongoles. Aunque su procedencia está disputada, es uno de los platos más consumidos en toda la prefectura.
Por último, la localidad tiene fama de servir pescado fresco de calidad. Destacan en especial el cangrejo, el salmón y el erizo de mar.
En esta ciudad se originó la empresa Sapporo Brewery, una de las tres mayores compañías cerveceras de Japón junto con Asahi y Kirin. Fue fundada en 1876 durante la era Meiji, por lo que está considerada la cerveza más antigua del país. En la capital de Hokkaidō se ha mantenido la principal fábrica, aunque el cuartel general está en Tokio. A su lado está el Museo de la Cerveza Sapporo, un edificio del siglo XIX de inspiración estadounidense, y el Sapporo Biergarten.
La fábrica de chocolates Ishiya confecciona el dulce Shiroi Koibito, que consiste en dos finas galletas de mantequilla con chocolate blanco por dentro.

## Deportes

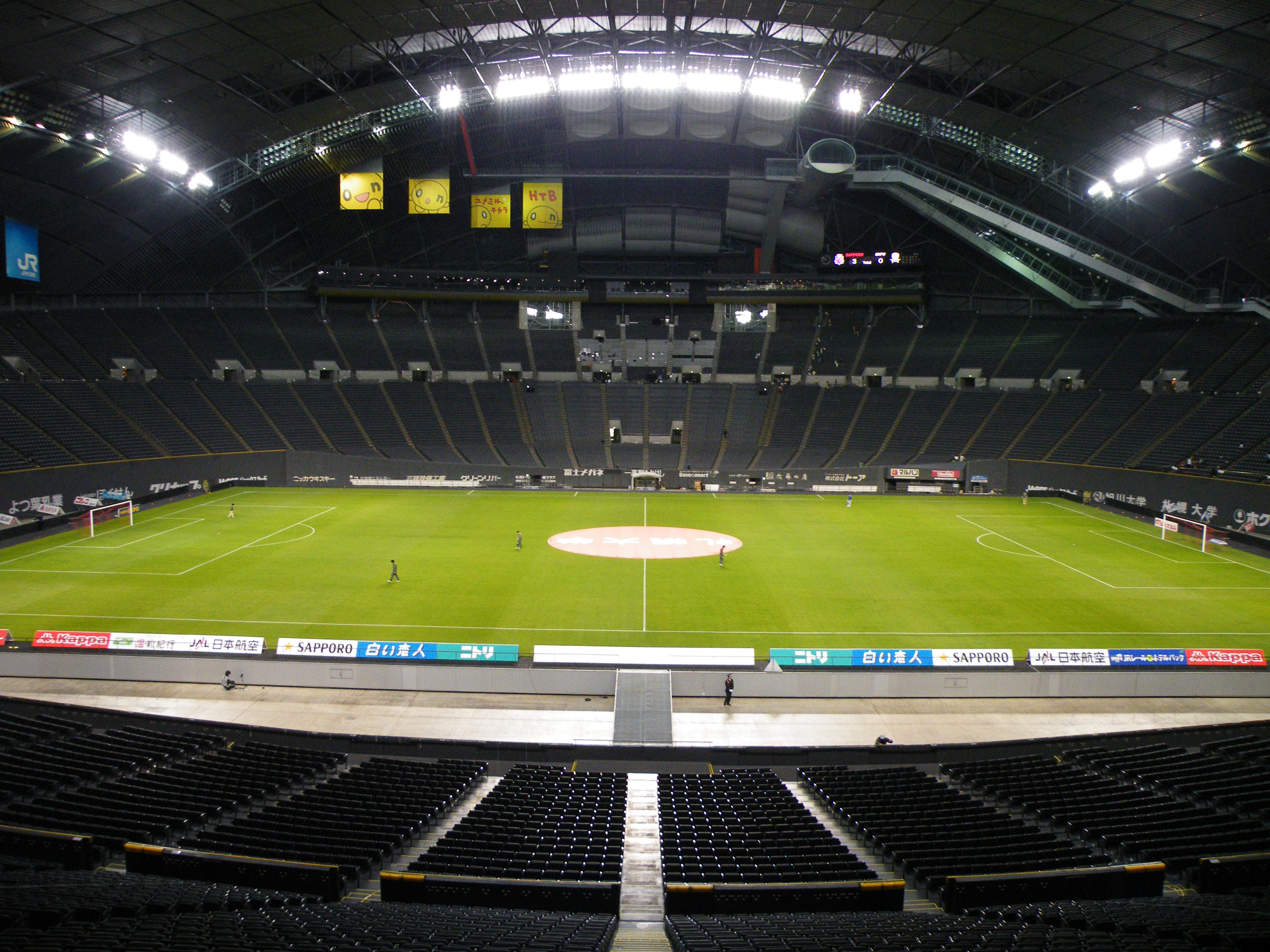
Interior del Domo de Sapporo.

En Sapporo tienen lugar eventos deportivos de primer nivel. Debido a su situación geográfica y su clima montañoso, es uno de los principales puntos de Japón para practicar deportes de invierno.
La ciudad ha sido sede de los XI Juegos Olímpicos de invierno en 1972, para los que se construyeron múltiples instalaciones que hoy continúan abiertas. Algunas de ellas se encuentran en el parque de Makomanai, situado en el barrio de Minami. El Estadio de Makomanai, con capacidad para 17 000 espectadores, es un recinto al aire libre que en invierno se usa para competiciones de patinaje de velocidad y snowboard, mientras que en verano se reconvierte en campo multiusos. También está allí el Palacio de Hielo, con 10 000 localidades. En el barrio de Chūō están ubicadas las pistas de salto de esquí de Miyanomori y del monte Okura (que además tiene un museo del evento). El resto de las pruebas tuvieron lugar en la estación de esquí Sapporo Teine, una de las más activas del país. En 2007 fue la sede del Campeonato Mundial de Esquí Nórdico.
La estación de esquí de Niseko, la más visitada de Hokkaidō, está a dos horas de autobús desde el centro.
El principal estadio es el Domo de Sapporo (Sapporo Dome, apodado "Hiroba"), un arena multiusos construido con motivo de la Copa Mundial de Fútbol de 2002. Su diseño corrió a cargo del arquitecto Hiroshi Hara. Inaugurado el 2 de junio de 2001, dispone de 41 000 asientos y alberga partidos de los equipos profesionales de béisbol (Hokkaido Nippon-Ham Fighters) y fútbol (Consadole Sapporo). Está cubierto y la mayor característica es que la cancha de hierba natural puede deslizarse fuera del recinto sobre un colchón de aire, permitiendo a la vez otros usos como conciertos u exposiciones. En la parte superior hay un observatorio panorámico.
El Domo ha acogido encuentros del Campeonato Mundial de Baloncesto de 2006 y además será utilizado en la Copa Mundial de Rugby de 2019 y como subsede de fútbol en los Juegos Olímpicos de Tokio 2020.
Otros campos son el Centro de Deportes de Hokkaidō, usado por el equipo de baloncesto (Levanga Hokkaido); el Estadio de Béisbol de Maruyama, que celebra torneos escolares desde su apertura en 1934; el estadio de curling (abierto en 2012) y el Domo Comunitario (Tsudome).
Desde 1958 se celebra la Media Maratón de Sapporo, un recorrido de 21,0975 kilómetros cada mes de julio. La Maratón de Hokkaidō también tiene lugar allí cada mes de agosto desde 1987.

### Equipos profesionales
| Equipo                       | Deporte    | Liga                       | Estadio                        |
| ---------------------------- | ---------- | -------------------------- | ------------------------------ |
| Hokkaido Nippon-Ham Fighters | Béisbol    | Liga Japonesa de Béisbol   | Sapporo Dome                   |
| Consadole Sapporo            | Fútbol     | J. League Division 1       | Sapporo Dome                   |
| Levanga Hokkaido             | Baloncesto | National Basketball League | Centro de Deportes de Hokkaido |

| Predecesor: Grenoble | Ciudad Olímpica 1972 | Sucesor: Innsbruck |

## Transportes
Sapporo es el principal nudo de transporte de Hokkaido. Aunque no tiene salida al mar, se encuentra muy cerca de los puertos de Otaru al norte y Tomakomai al sur.

### Metro

Mapa del Metro de Sapporo.

La red del Metro Municipal de Sapporo, operada por el Consorcio de Transportes local, tiene una longitud de 48 kilómetros y comprende tres líneas. Todas ellas discurren íntegramente por el municipio. En total existen 49 estaciones de las que solo dos tienen correspondencia: la estación de Sapporo (línea verde y azul) y la estación de Ōdōri (todas las líneas), en el distrito de Chūō. Cada estación está identificada con nombre y número. Las señalizaciones son en japonés (visuales y sonoras) e inglés (solo visuales).
- Línea Namboku (verde): 14,3 kilómetros. Abierta en 1971.
- Línea Tōzai (naranja): 20,1 kilómetros. Abierta en 1976.
- Línea Tōhō (azul): 13,6 kilómetros. Abierta en 1988.

Fue inaugurado con motivo de los Juegos Olímpicos de invierno de 1972. Las líneas usan un sistema de metro de neumáticos en el que el vagón va por un riel central, cada uno con el ancho de una llanta.

### Ferrocarril

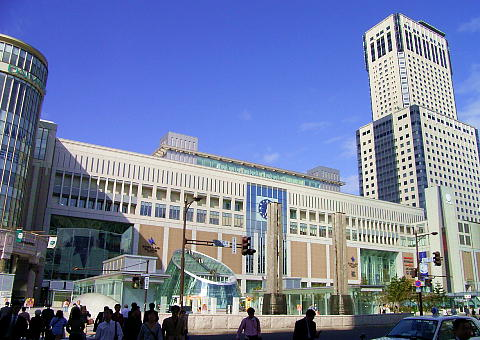
Estación de Sapporo.

La empresa JR Hokkaidō, subsidiaria del grupo Japan Railways, opera tres líneas ferroviarias regionales que pasan por la ciudad. La estación central para los trenes expresos limitados es la estación de Sapporo.
- Línea Hakodate: 423 kilómetros. Conecta Hakodate con Asahikawa.
- Línea Chitose: 56 kilómetros. Conecta Sapporo (estación de Shiroishi) con Tomakomai.
- Línea Sasshō: Conecta Sapporo (estación de Sōen) con Shintotsukawa.

En 1988 se construyó el Túnel Seikan, considerado el túnel ferroviario más largo del mundo, que enlaza Hokkaidō con la isla de Honshū. Está previsto que en abril de 2016 se inaugure la línea de alta velocidad Shinkansen (Hokkaidō Shinkansen) que conectará a la capital de la prefectura con Aomori. Su apertura permitiría trayectos con transbordo desde Sapporo a Tokio en menos de cuatro horas, frente a las diez que se requieren hoy.

### Transporte urbano

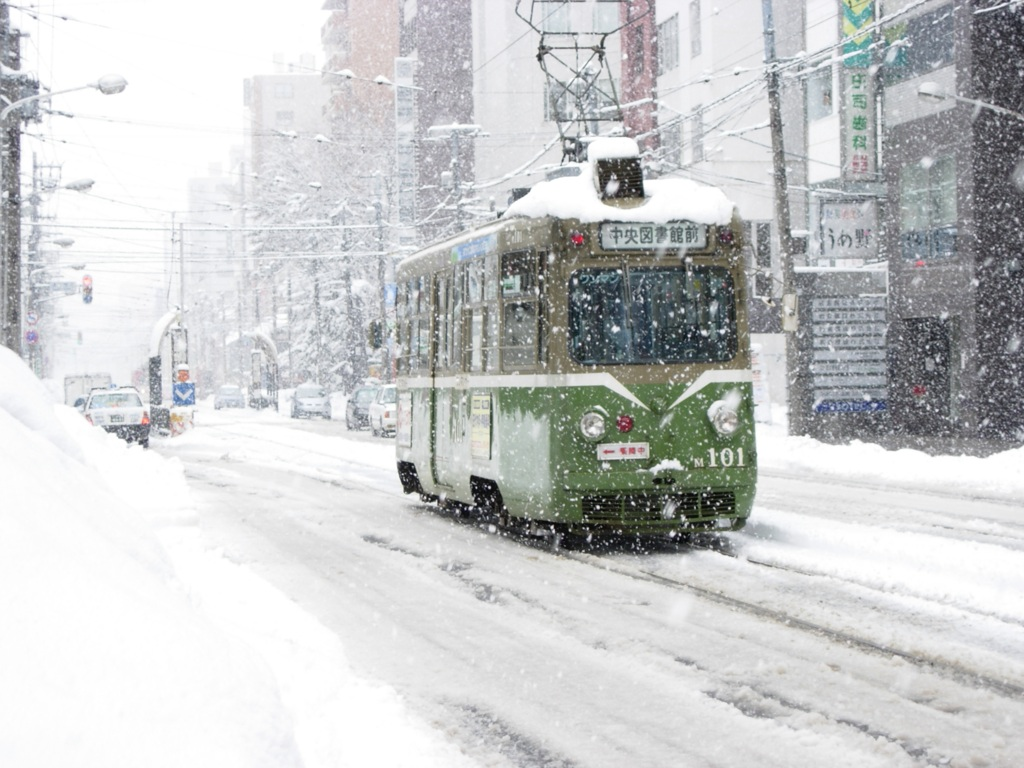
Tranvía eléctrico en plena nevada.

El Consorcio de Transportes gestiona un tranvía eléctrico, conocido como Sapporo shiden, que funciona exclusivamente en el suroeste desde su inauguración en 1909. Toda la red mide 8,41 kilómetros y comprende una línea en forma de "C", con un total de 23 estaciones. Tiene correspondencia con la red de metro a través de la estación de Susukino.
Para viajes de corto alcance, el municipio posee un sistema de autobuses públicos.

### Transporte aéreo
El transporte aéreo está cubierto por el Nuevo Aeropuerto de Chitose, que opera a nivel internacional, y el Aeropuerto de Okadama, para vuelos regionales en la isla.
El Nuevo Aeropuerto de Chitose está ubicado al sur de la capital, entre las localidades de Chitose y Tomakomai. Es el tercer aeródromo en número de pasajeros de Japón, por detrás de Narita y Haneda, y el principal de la isla en volumen de cargas. Está compuesto por un único edificio terminal de forma semicircular que alberga las terminales nacional e internacionales. Fue inaugurado en 1991 y sustituyó al anterior aeropuerto, que hoy es de uso exclusivo de la Fuerza Aérea de Autodefensa de Japón. En ese sentido, los horarios de vuelos comerciales están restringidos para no interferir con las operaciones de la base adyacente. Está conectado por ferrocarril (línea Chitose), autobús y taxis.
En cuanto al Aeropuerto de Okadama, opera solo vuelos de aviones chárter y turbohélices a nivel regional. Se construyó entre 1942 y 1944 como aeródromo del Ejército Imperial, y después fue utilizado por las Fuerzas Aéreas de los Estados Unidos desde 1945 hasta 1952. En la actualidad solo está ocupado por la aerolínea local Hokkaido Air System (filial de Japan Airlines) como base de operaciones.

## Ciudades hermanadas
Sapporo está hermanada con las siguientes ciudades, por orden del año de colaboración:
- Portland, Estados Unidos (1959)
- Múnich, Alemania (1972)
- Shenyang, China (1980)
- Novosibirsk, Rusia (1990)
- Daejeon, Corea del Sur (2010)